# José Miguel Moreno
José Miguel Moreno (Madrid, 1955) est un interprète espagnol sur instruments à cordes pincées, spécialisé dans l'interprétation historique. Son répertoire d'œuvres est compris entre le XVIe et le  XXe siècle. Il utilise des instruments anciens ou des copies fidèles pour la vihuela, le luth, le théorbe, la guitare renaissance, la guitare baroque et guitare romantique. En 1990, il fonde l'Ensemble La Romanesca et en 1999 l'ensemble Orphénica Lyra, tous consacrés à l'interprétation de la musique Renaissance et baroque selon des critères historiques. 
Il est unanimement considéré par la critique comme un des principaux interprètes au niveau mondial, ayant édité des nombreux disques et participé aux festivals de musique ancienne parmi les plus importants d'Europe et d'Amérique. Il a obtenu entre autres prix, la Prix Trujamán de la Guitare, accordé pour sa trajectoire artistique,,.

## Discographie
- 1983 : Seguidillas / Canzonette. José Miguel Moreno, Teresa Berganza (Philips 411 030-1)
- 1993 : Canto del Cavallero. José Miguel Moreno (Glossa GCD 920101).
- 1994 : Ars Melancholiae. Sylvius Leopold Weiss (1686-1750). José Miguel Moreno (Glossa GCD 920102).
- 1994 : La guitarra española (1536-1836). José Miguel Moreno (Glossa GCD 920103)[4].
- 1994 : Música en tiempos de Velázquez. Ensemble La Romanesca. José Miguel Moreno, dirección (Glossa GCD 920201.
- 1995 : Al alva venid. Música profana de los siglos XV y XVI. Ensemble La Romanesca. José Miguel Moreno, Marta Almajano, Paolo Pandolfo (Glossa GCD 920203).
- 1997 : Obras francesas para tiorba (Glossa) contient des pièces de Michel de Béthune, Robert de Visée, Antoine Forqueray,  Jean-Baptiste Lully et Marin Marais.
- 1998 : Canción del emperador. José Miguel Moreno (Glossa GCD 920108).
- 1999 : Fuenllana. Libro de música para vihuela, intitulado Orphénica Lyra. José Miguel Moreno. Orphénica Lyra (Glossa GCD 920204).
- 1999 : Al alva venid. Ensemble La Romanesca. José Miguel Moreno, Marta Almajano, Paolo Pandolfo, Juan Carlos de Mulder (Glossa).
- 2000 : Claros y Frescos Ríos. José Miguel Moreno et Núria Rial (Glossa).
- 2011 : Johann Gottfried Conradi (†1747) (Glossa).

## Article contextuel
- Glossa (label)